# Parque Olhos D'Água

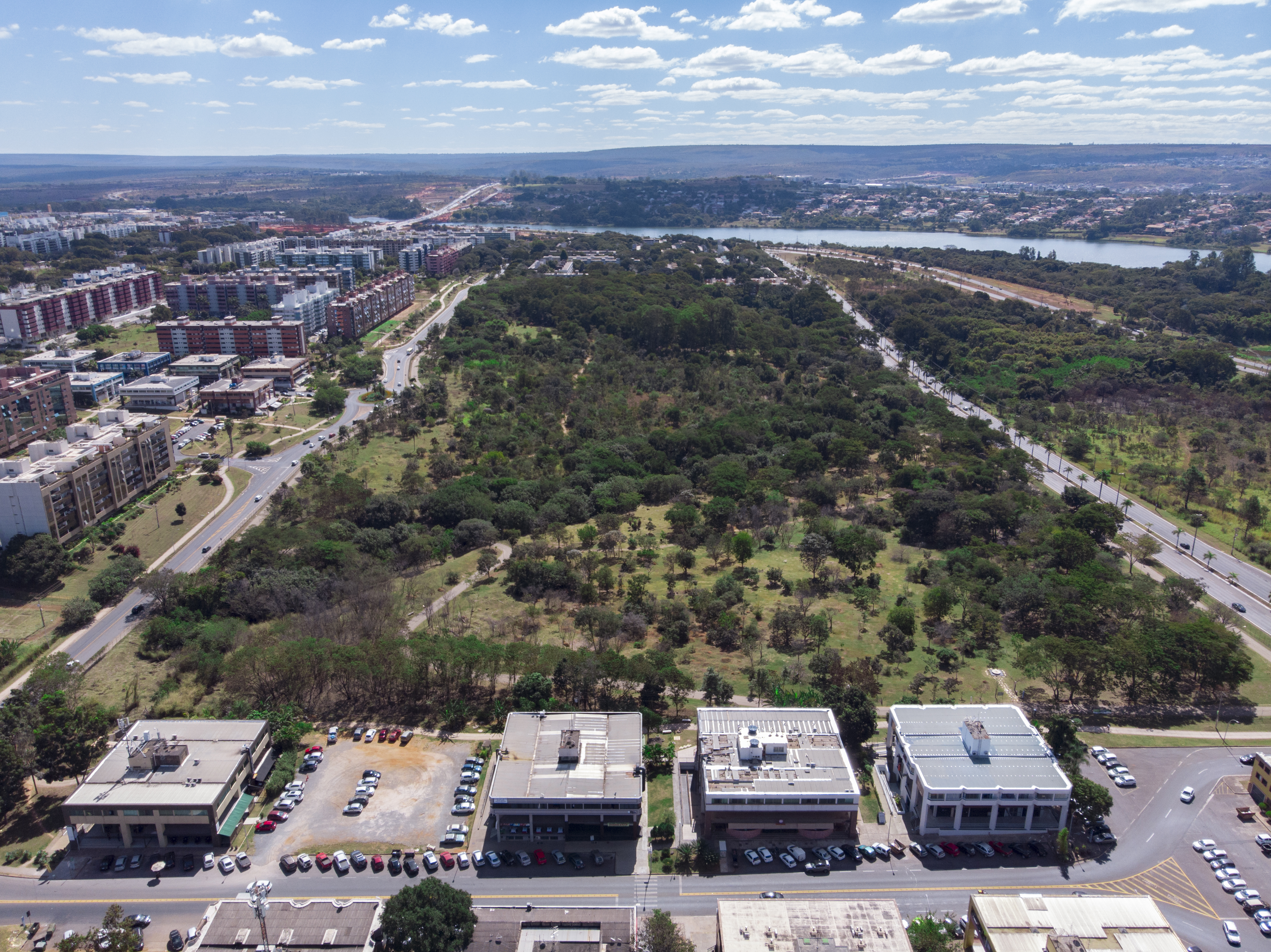
Parque Olhos D'água fotografado por um drone DJI Mavic Air a 120 metros de altura sobre a SQN 412, ao meio-dia de 26 de junho de 2018

O Parque Ecológico e de Uso Múltiplo Olhos D'Água ou Parque Olhos D'água é um parque público, ecológico e de lazer brasileiro, localizado na Asa Norte, em Brasília, no Distrito Federal. Estabelecido em 1994, possui 28 hectares e é um dos pontos mais frequentados da região. Ali desenvolvem-se diversas atividades, desde eventos culturais a aulas e atividades físicas. A vegetação típica da região, o cerrado, é preservada no parque, que também conta com um pequeno lago. É administrado pelo Governo do Distrito Federal.

## História
Na década de 1990, os moradores da Asa Norte de Brasília demandaram a criação de um parque na região. O Parque Olhos D'água foi previsto com o advento da Lei n°. 556, sancionada pelo governador Joaquim Roriz em 7 de outubro de 1993, que autorizou o poder executivo distrital a criá-lo "dentro da área que compreende a SQN 413, SQN 414 e SCLN 414 e SCLN 415." Foi então inaugurado em 1994, ajudando a proteger a lagoa, as nascentes, córregos e a biodiversidade ali existentes.
A Lei n°. 556 determinou que o parque teria os seguintes objetivos: a preservação das nascentes; a preservação e recuperação do lago da SCLN 414/415; a preservação e recuperação da mata ciliar; a proteção da bacia do Paranoá; o desenvolvimento de programas de observação ecológica e pesquisas sobre os ecossistemas locais; a criação das condições para a população usufruir do local, em consonância com a preservação ambiental; e o desenvolvimento de atividades de educação ambiental.
Em 2011, uma área localizada na Entrequadra 212/213 Norte recebeu a proposta para a construção de um shopping, que ia se chamar Shopping Olhos D'Água. No entanto, moradores de quadras próximas manifestaram-se contrariamente e mobilizaram-se para obstar a ideia. Ativistas ambientais reportaram que existiam três relatórios atestando que naquele local havia a nascente de um córrego; outro relatório da Universidade de Brasília informou o oposto. Após protestos, o governador Agnelo Queiroz decretou a incorporação daquele espaço ao parque, ampliando em sete hectares sua área.

## Estrutura

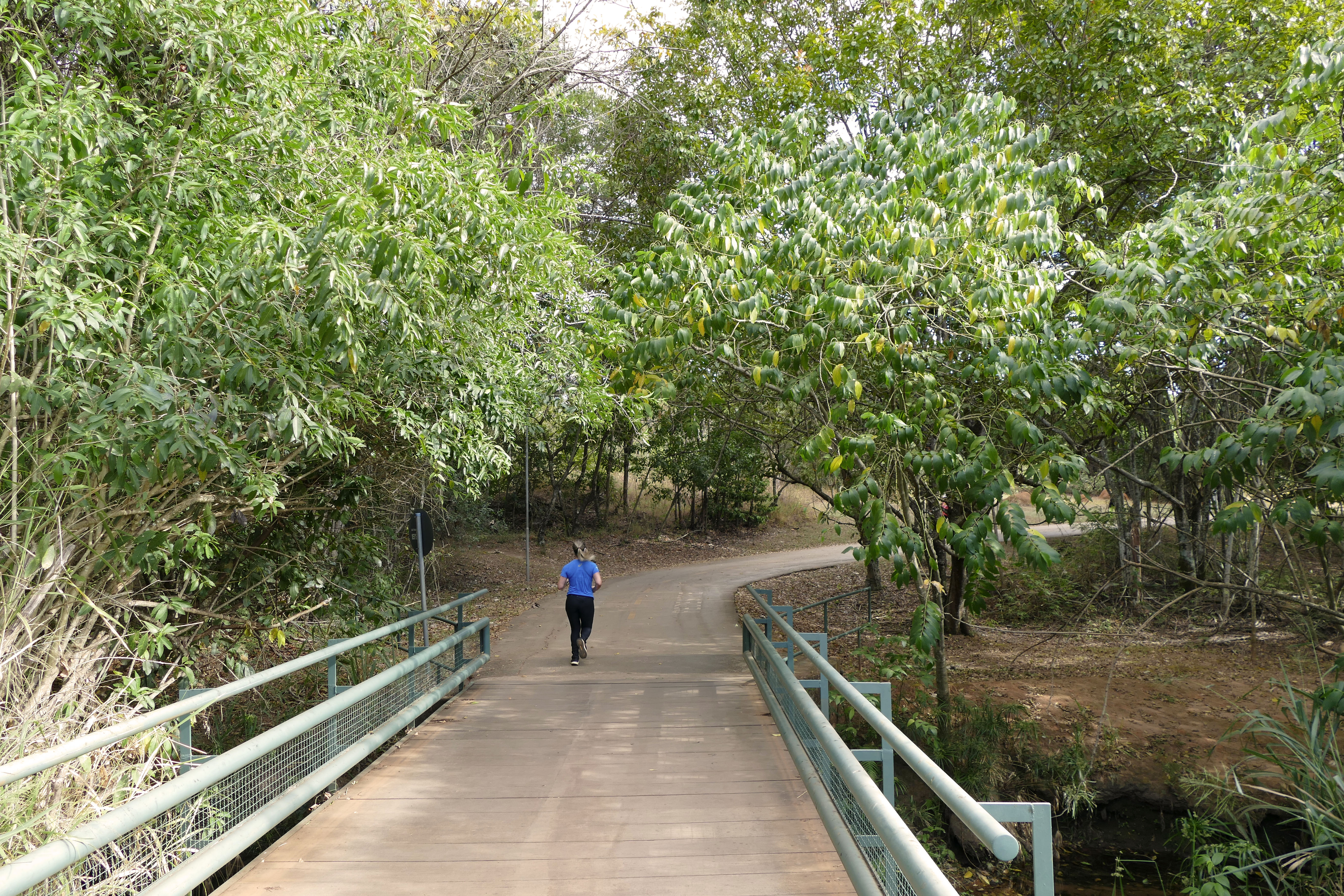
Percurso destinado para a prática de exercícios físicos, em 2016

O parque possui área de 28 hectares. Em 2015, o Instituto Brasileiro de Museus informou que este possuía a seguinte divisão: 11 hectares de áreas degradadas e perturbadas; 5,30 hectares de vegetação exótica; 5,20 hectares de vegetação nativa antropizada; 0,38 hectares de reflorestamento com nativas; 10,35 hectares de vegetação nativa; 2,09 de cerrado ralo; 5,49 hectares de mata de galeria; 2,77 hectares de cerrado típico; 0,22 hectares de lagoa; 0,10 hectares referentes à ocupação de equipamento de lazer; 0,10 hectares de ocupação da sede.
Sua estrutura destinada ao lazer inclui trilhas, parque infantil, circuito de malhação, banheiros, bebedouro, chuveiros, quiosques, pistas de cooper, bancos e cadeiras para banho de sol. As lixeiras instaladas contam com coleta seletiva. Cercado em todo seu limite, é fiscalizado por policiais do Batalhão Florestal da Polícia Militar do Distrito Federal.

### Lagoa do Sapo

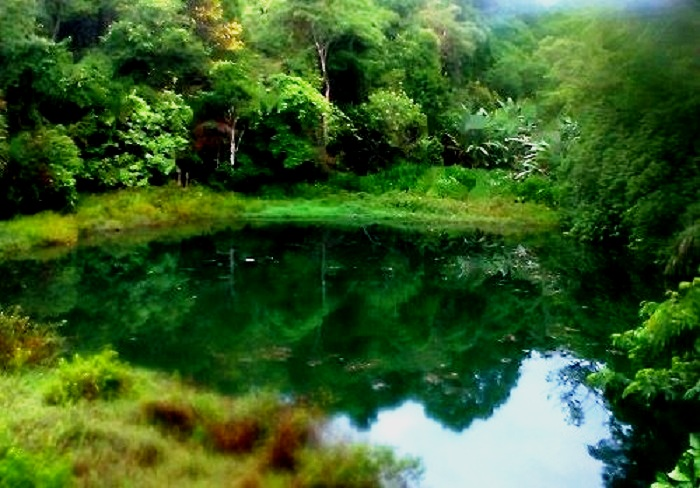
A Lagoa do Sapo, em 2014

Um de seus principais atributos naturais, a Lagoa do Sapo é resultado de duas nascentes que se encontram no local. Atinge sete metros em seu ponto mais profundo e conta com uma variedade de animais, entre eles peixes, tartarugas e patos. Seu nome têm origem na antiga Sociedade Amigos do Parque Olhos D'Água (SAPO).

## Administração
É administrado pelo Governo do Distrito Federal, que é responsável por nomear seu administrador.

## Visitantes

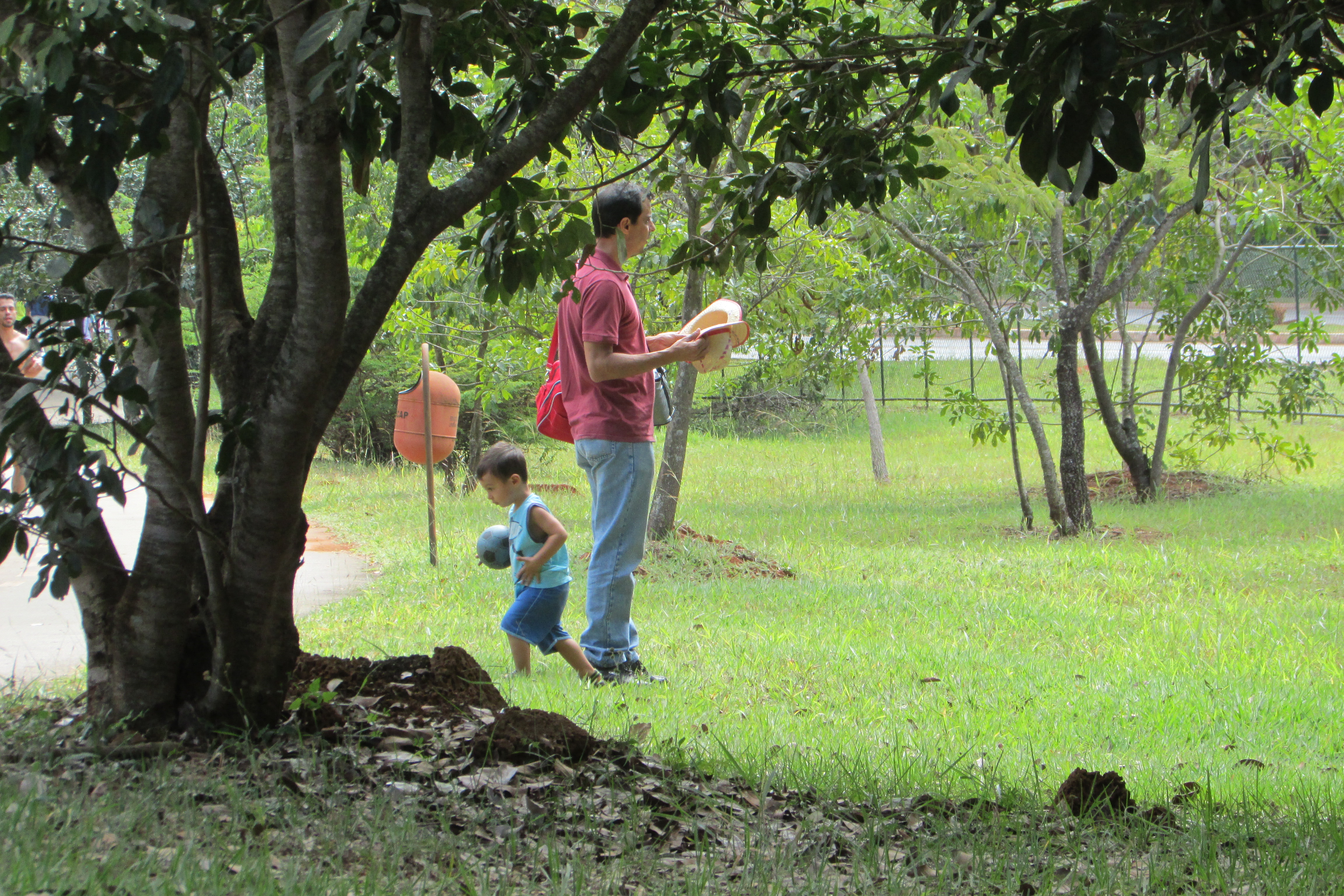
Pai e filho brincam no parque, em 2013

É um dos pontos mais frequentados das quadras da Asa Norte de Brasília. Em 2019, o governo do Distrito Federal referiu que o parque recebia a visita de, em média, 1,1 mil pessoas nos dias de semana e 2,6 mil nos finais de semana. Em 2008, um estudo indicou que os visitantes atribuíram nota 7,90 ao parque, considerando-o "satisfatório". Foi a posição mais elevada entre os cinco parques urbanos de Brasília pesquisados.
É aberto todos os dias, com horário de funcionamento das 6h às 20h e entrada gratuita. Em 2015, a administração do parque proibia a entrada de animais domésticos, patins, skates e bicicletas. Também estava vedado o consumo de bebidas alcoólicas e a formação de fogueiras, bem como a montagem de redes.

## Atividades
Além de suas visitas diárias, o Parque Olhos D'água recebe muitas atividades diversificadas, incluindo eventos culturais, aulas de yoga tai chi chuan e meditação, bem como feiras de trocas de sementes.
O parque serve como espaço para pesquisa e extensão de instituições de ensino superior. Em 2002, a Universidade de Brasília iniciou o Projeto de Extensão de Ação Contínua no parque, em que foram ministradas aulas de educação ambiental para alunos de escolas da região. O projeto, que encerrou suas atividades em 2011, foi o responsável por recuperar áreas degradadas, desmatadas e antropizadas, e inclusive recorreu ao plantio de árvores nativas.
Em 2010, foi constituído o projeto Vô, Vó Malhar é no Parque, com o intuito de levar idosos a frequentar a Academia da Terceira Idade (ATI), construída nas dependências do parque. Em 2012, os participantes do programa, que era gratuito, recebiam acompanhamento de educadores físicos.
Em 2011, o Coletivo 7 Saberes fundou o projeto "Ecoparque" que, através de educadores físicos, arquitetos e biólogos, promovia "trilhas ecopedagógicas." Seu roteiro incluía um "circuito [que] consiste em uma caminhada de baixa intensidade, cruzando pelo parque Olhos D’ Água, uma área de proteção ambiental do bioma cerrado até chegar à nascente."

## Biodiversidade

### Flora
|                                                                                |  |                                                                |
| Exemplar de cipó prata (Banisteriopsis oxyclada) encontrado no parque, em 2010 |  | Cipó amarelo (Cuscuta racemosa) fotografado no parque, em 2012 |

No parque, há o predomínio do campo cerrado, da mata mesofítica e da mata de galeria. As principais espécies vegetais são as arbóreas barbatimão (Stryphnodendron adstringens), jacarandá-do-Cerrado (Dalbergia miscolobium), faveiro (Dimorphandra mollis), pau-jacaré (Piptadenia gonocantha), angico (Anadenanthera macrocarpa) e embaúba (Cecropia pachystachya). Em 2004, foi relatado que, por conta de ações antrópicas, encontrou-se também capim braquiária (Braquiara sp), capim-elefante (Pennisetum purpureum) e capim-gordura (Melinis minutiflora).

### Fauna

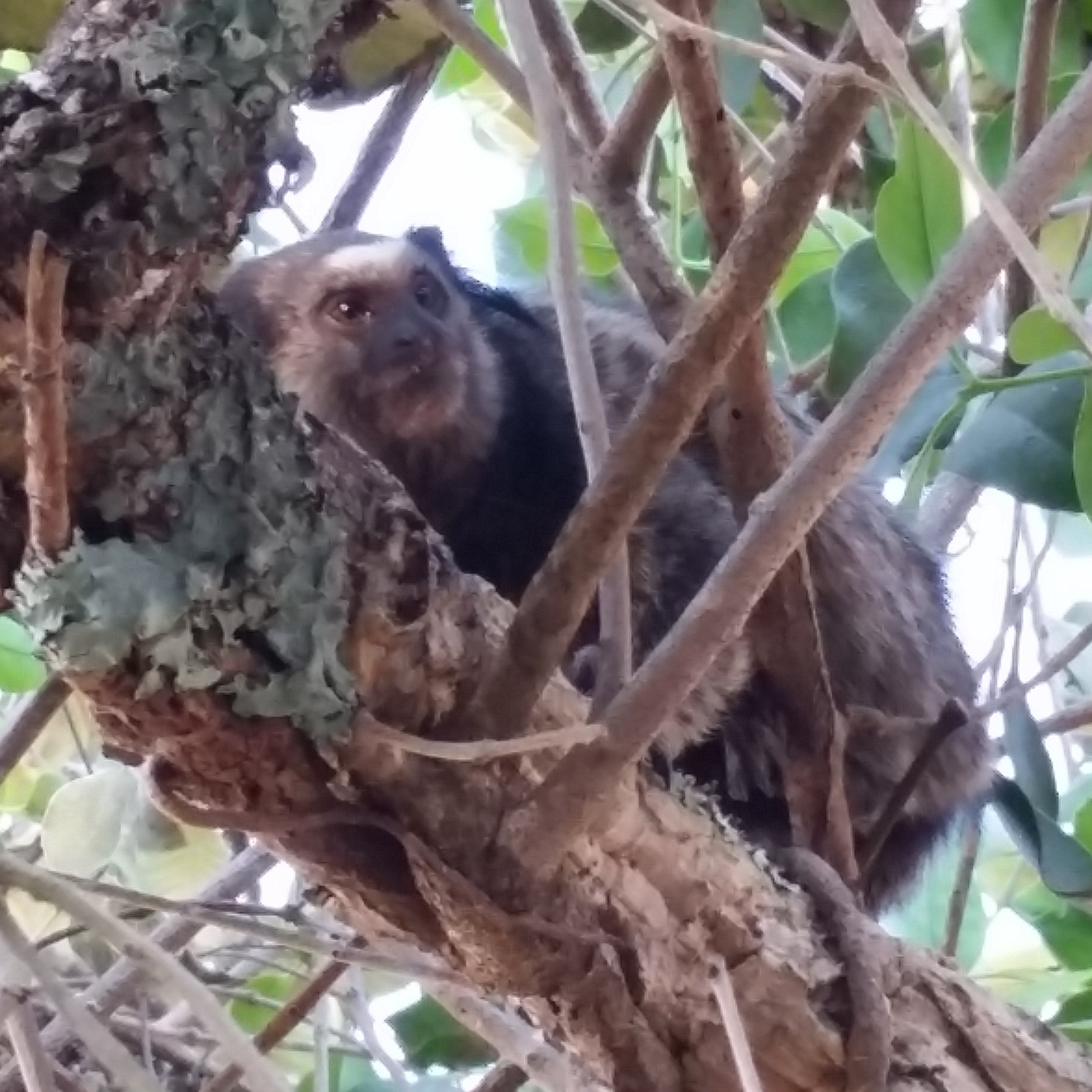
Um mico-estrela (Callithrix penicillata) em uma árvore do parque, em 2015

As espécies de animais mais comuns no parque são pequenos anfíbios, assim como os gambás (Didelphis albiventris), preás (Cavea aperea) e morcegos (Glossophaga soricina, Artibeus lituratus e Platyrrinus lineatus).
Em 2013, o engenheiro florestal Angelo de Sousa Santarlacci escreveu:

"Além disso, aves, répteis, anfíbios e peixes, muitos responsáveis pela dispersão de sementes e no controle de populações de insetos, podem ser observados. Devido à proximidade com o lago Paranoá e área de Mata Mesofítica preservada, o local apresenta abundante avifauna. Também são encontrados alguns animais domésticos abandonados tais como coelhos, jabutis e tartarugas. Um fator influente com relação à baixa abundância de espécies é o fato desta área estar também totalmente isolada de outros fragmentos de cerrado, e consequentemente, não haver migrações de outras populações para o parque, o que, caso ocorresse, propiciaria ali uma maior riqueza de espécies."

### Introdução de espécies não nativas
Um dos maiores problemas do parque é a soltura no local de espécies exóticas que, encontrando um nicho ecológico vazio, passam a dominar as espécies nativas. É o caso das tartarugas tigre d´água asiáticas, que existem em grande número na Lagoa do Sapo, onde também estão em expansão patos domésticos e tilápias. Muitos levam pão para dar a esses animais, o que acaba atraindo ratos e ratazanas.[carece de fontes?]
Em 2013, técnicos ambientais capturaram coelhos que foram deixados no parque e passaram a se reproduzir. Na época, estimou-se que existiam 40 coelhos naquela área que, após serem retirados dali, foram levados para a adoção.